# Wolf Rudolph von Schönberg
Wolf Rudolph von Schönberg (* 10. November 1668 in Purschenstein; † 31. Mai 1735 in Dresden) war königlich-polnischer und kurfürstlich-sächsischer Kammerherr und Amtshauptmann von Wolkenstein sowie Besitzer von Schloss Purschenstein und Herr auf Sayda.
Als schriftsässiger Rittergutsbesitzer des Rittergutes Purschenstein nahm von Schönberg an den Sächsischen Landtagen 1699 bis 1734 teil: 1699 als Vertreter der Allgemeinen Ritterschaft; 1704 und 1708 im Weiteren Ausschuß und 1711, 1712, 1713, 1715, 1716, 1718, 1722, 1725, 1728, 1731 und 1734 um Engeren Ausschuß.
Wolf Rudolph von Schönberg stammte aus der sächsischen Adelsfamilie von Schönberg und war der jüngste Sohn von Caspar Heinrich von Schönberg. In erster Ehe heiratete er Esther Charlotte von Rochau. Am 1. Juni 1719 schloss er in Dresden eine Ehevertrag mit Johanna Magdalena Sophia, der Tochter von Christian Ludwig von Schönberg aus dem Hause Ahlum. Die beiden Kinder dieser zweiten Ehe überlebten den Vater nicht. Nach seinem Tod heiratete seine Witwe in zweiter Ehe Gotthelf Friedrich von Schönberg. Sie starb am 4. Dezember 1741 auf dem Rittergut Thammenhain.

## Belege
1. ↑  Josef Matzerath: Aspekte sächsischer Landtagsgeschichte. S. 180f., abgerufen am 31. März 2024.

| Personendaten    | Personendaten                                                  |
| ---------------- | -------------------------------------------------------------- |
| NAME             | Schönberg, Wolf Rudolph von                                    |
| KURZBESCHREIBUNG | kursächsischer Kammerherr und Amtshauptmann                    |
| GEBURTSDATUM     | 10. November 1668                                              |
| GEBURTSORT       | Purschenstein, Kurfürstentum Sachsen, Heiliges Römisches Reich |
| STERBEDATUM      | 31. Mai 1735                                                   |
| STERBEORT        | Dresden, Kurfürstentum Sachsen, Heiliges Römisches Reich       |